# (3959) Irwin
(3959) Irwin (1954 UN2) – planetoida z pasa głównego asteroid okrążająca Słońce w ciągu 3,4 lat w średniej odległości 2,26 j.a. Odkryta 28 października 1954 roku.